# Tambo Quemado
Tambo Quemado, es una localidad boliviana ubicada cerca de la frontera con Chile, perteneciente al municipio de Turco en la provincia de Sajama del departamento de Oruro. Se encuentra ubicado a 260 km de la ciudad de Oruro, la capital departamental y a 202 km de la ciudad y puerto de Arica en Chile.

## Ubicación
Tambo Quemado se encuentra dentro de los límites del Parque nacional Sajama, dentro del municipio de Curahuara de Carangas en la provincia de Sajama. Tambo Quemado está ubicado en el extremo occidental del departamento de Oruro a una altitud de 4351  m en la frontera con Chile . Al noroeste de Tambo Quemado en el parque nacional Lauca , a unos 20 km se encuentra el cono del volcán Parinacota (también conocido como volcán Tambo Quemado ) con una altitud de 6358 m. Al oeste, la carretera a Chile supera una altura de paso de 4680 m. Al noreste está el parque nacional Sajama con la montaña más alta de Bolivia. El lado chileno está poco poblado, por lo que el paso fronterizo de uso intensivo Paso Chungará-Tambo Quemado en el lado chileno lleva el nombre del lago Chungará.

## Geografía
Tambo Quemado está ubicado en el Altiplano boliviano en las laderas orientales de la Cordillera Occidental de los Andes.
La temperatura promedio promedio de la región es de alrededor de 5 °C, la precipitación anual es de solo alrededor de 200 mm (ver diagrama climático). La región tiene un clima diurno distinto, las temperaturas medias mensuales fluctúan solo ligeramente entre 1 °C en junio / julio y unos buenos 6 °C de noviembre a marzo. La precipitación mensual es inferior a 10 mm de abril a octubre y alcanza su máximo en los meses de diciembre a marzo.

## Transporte
Tambo Quemado se encuentra a una distancia de 234 kilómetros por carretera al oeste de la ciudad de Oruro, la capital del departamento del mismo nombre. Hacia el oeste se puede llegar rápidamente a la frontera con Chile desde aquí. Desde allí, el camino pasa por el volcán Parinacota por la Ruta 11 en serpentinas hacia la costa del Pacífico, por ejemplo a Arica.
Desde Tambo Quemado, la ruta nacional Ruta 4 de 1.657 km de longitud conduce al este. El primer tramo de la Ruta 4 lleva 376 kilómetros por Curahuara de Carangas hasta Cochabamba, de allí otros 473 kilómetros más al este hasta la ciudad de Santa Cruz de la Sierra, y el último tramo de unos 800 kilómetros conduce desde allí en dirección sureste a Puerto Busch en el triángulo fronterizo de Bolivia, Brasil y Paraguay.
En Curahuara de Carangas la ruta nacional Ruta 31 se bifurca en dirección este de la Ruta 4 y pasa por Totora y Huayllamarca por 141 kilómetros hasta Oruro.